# گارتو
گارتو (به آلمانی: Gartow) یک شهر در آلمان است که در نیدرزاکسن واقع شده‌است.

## خصوصیات
گارتو ۲۸٫۲۸ کیلومترمربع مساحت دارد ۱۷ متر بالاتر از سطح دریا واقع شده‌است.